# Globally Important Agricultural Heritage Systems

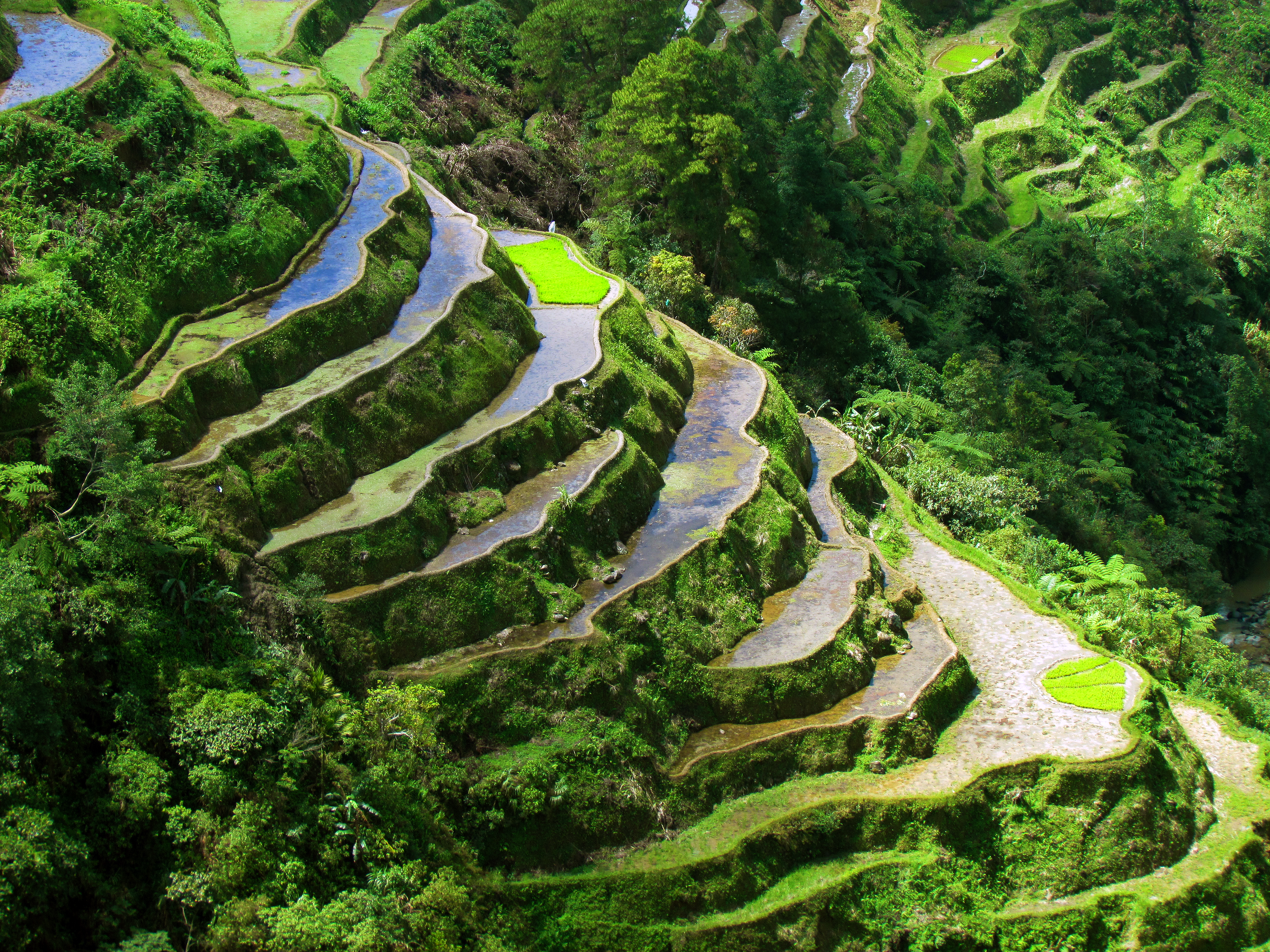
GIAHS: Reisterrassen in der Provinz Ifugao (Philippinen)

Die Globally Important Agricultural Heritage Systems (GIAHS) (deutsch Global wichtige Systeme des landwirtschaftlichen Kulturerbes) sind ein Programm der Ernährungs- und Landwirtschaftsorganisation der Vereinten Nationen (FAO). Im Französischen und Spanischen ist die Abkürzung SIPAM üblich (Systèmes ingénieux du patrimoine agricole mondial bzw. Sistemas Importantes del Patrimonio Agrícola Mundial).
Das Programm wurde 2002 auf dem Weltgipfel für nachhaltige Entwicklung in Johannesburg gegründet.
Die übergeordneten Ziele sind die Identifizierung und der Schutz global wichtiger Systeme des landwirtschaftlichen Kulturerbes sowie der damit verbundenen Landschaften, landwirtschaftlichen Biodiversität und Wissenssysteme.
Durch das langfristig angelegte Programm sollen die globalen, nationalen und lokalen Vorteile dieser Systeme durch deren dynamische Erhaltung (siehe unten), nachhaltige Bewirtschaftung und verbesserte Lebensfähigkeit gesteigert werden.
Dazu sollen die weltweite und nationale Anerkennung der Bedeutung landwirtschaftlicher Kulturerbesysteme gefördert und diese institutionell geschützt werden. Durch die Unterstützung lokaler Erzeugergemeinschaften soll zusätzliches Einkommen generiert und Gütern und Dienstleistungen solcher Systeme auf nachhaltige Weise ein wirtschaftlicher Mehrwert verliehen werden. Dadurch sollen die biologische Vielfalt und das traditionelle Wissen erhalten, die Bodendegradation bekämpft und der Bedrohung durch Globalisierungsprozesse entgegengewirkt werden. Langfristig soll dies den Erhalt der natürlichen Ressourcen fördern, die Anfälligkeit gegenüber dem Klimawandel verringern sowie zur Ernährungssicherheit und Armutsbekämpfung beitragen.
Im Gegensatz zu anderen Institutionen, wie zum Beispiel dem UNESCO-Welterbe-Programm, lehnt das GIAHS eine Weiterentwicklung, Reformierung oder Modernisierung der aufgenommenen Systeme oder Praktiken nicht ab. Vielmehr wird Wert auf eine „dynamische Erhaltung“ gelegt. Das heißt, die Kernelemente sollen erhalten bleiben, während gleichzeitig notwendige Änderungen vorgenommen werden, um das Überleben des Systems zu gewährleisten.
Entgegen dem Namen umfasst die Liste nicht nur Systeme der eigentlichen Landwirtschaft, sondern auch der Forstwirtschaft und der Fischerei sowie der Salzgewinnung. In letzterem Fall, vor der Aufnahme der Salinen von Añana, hatte es Diskussionen gegeben, ob man Salzgewinnung noch als Landwirtschaft ansehen könne oder ob sie nicht eher dem Bergbau zuzuordnen sei. Die FAO kam jedoch zu dem Ergebnis, dass die Salzgewinnung durch Verdunstung in der Sonne viel mehr mit traditioneller landwirtschaftlicher Aktivität zu tun habe als mit Bergbau. Außerdem wurde die Symbiose zwischen den Salinen und ihrer Umgebung gelobt. Die Ausbeutung regle den Salzgehalt der umliegenden Gewässer und damit die Existenz der lokalen Fauna und Flora. Außerdem werden die verwendeten Materialien und Werkzeuge immer aus der unmittelbaren Umgebung bezogen.
2005 erfolgte der erste Eintrag in die Liste. Derzeit (Stand: März 2025) umfasst sie insgesamt 89 Systeme in 28 Ländern; weitere sind nominiert.

## Liste der von den FAO ausgewiesenen GIAHS-Stätten
| Land                         | Name | Bild | Jahr der Aufnahme in die Liste | Bemerkung / siehe auch |
| ---------------------------- | --- | ---- | ------------------------------ | --- |
| Ägypten                      | Dattelanbau in der Oase Siwa |      | 2016                           | |
| Algerien                     | Ghout-Oasensystem in El Oued |      | 2011                           | |
| Andorra                      | Die subalpinen Weiden von Andorra |      | 2023                           | |
| Bangladesch                  | Schwimmende Felder in Bangladesch |      | 2015                           | |
| Brasilien                    | Traditionelle Landwirtschaft in der südlichen Serra do Espinhaço, Minas Gerais                                                        |      | 2020                           | |
| Chile                        | Landwirtschaft im Chiloé-Archipel |      | 2011                           | |
| Volksrepublik China          | Traditioneller ökologischer Anbau von Kastanien in Kuancheng in der Provinz Hebei                                                     |      | 2023                           | |
| Volksrepublik China          | Anbau von weißem Ingwer in Tongling in der Provinz Anhui                                                                              |      | 2023                           | |
| Volksrepublik China          | Traditionelles chinesisches Verbundsystem zum Anbau von Myrica rubra in Xianju in der Provinz Zhejiang                                |      | 2023                           | |
| Volksrepublik China          | Reisterrassen in den südlichen gebirgigen und hügeligen Gebieten von China                                                            |      | 2018                           | |
| Volksrepublik China          | Reis-Fisch-Kultur in China |      | 2005                           | Fischzucht im Wasser von Reisfeldern |
| Volksrepublik China          | Traditioneller Reisanbau in Wannian                                                                                                   |      | 2010                           | |
| Volksrepublik China          | Reisterrassen der Hani am Roten Fluss                                                                                                 |      | 2010                           | |
| Volksrepublik China          | Reis-Fisch-Enten-System der Dong |      | 2011                           | Gleichzeitige Fisch- und Entenzucht in Reisfeldern |
| Volksrepublik China          | Traditioneller Anbau von Pu-Erh-Tee im Gebiet von Pu’er                                                                               |      | 2012                           | |
| Volksrepublik China          | Ackerbau in den Trockengebieten des Aohan-Banners                                                                                     |      | 2012                           | |
| Volksrepublik China          | Traditionelle Zucht von Nusseiben im Gebiet von Kuaiji Shan                                                                           |      | 2013                           | |
| Volksrepublik China          | Kulturerbe städtischer Landwirtschaft – Weintraubenanbau in Gärten in Xuanhua (Zhangjiakou)                                           |      | 2013                           | |
| Volksrepublik China          | Jujube-Obstgärten im Kreis Jia |      | 2014                           | |
| Volksrepublik China          | Ackerbausystem von Xinghua-Duotian |      | 2014                           | |
| Volksrepublik China          | Produktion von Jasmintee in Fuzhou |      | 2014                           | |
| Volksrepublik China          | System von Dämmen mit Maulbeerbäumen und Fischteichen in Huzhou                                                                       |      | 2017                           | Mit den Blättern der Maulbeerbäume werden Seidenraupen gefüttert, deren Kot dient als Fischfutter und der Schlamm aus den Fischteichen wird zum Düngen der Maulbeerbäume verwendet. |
| Volksrepublik China          | Verbundsystem aus Landwirtschaft, Forstwirtschaft und Tierhaltung im Gebiet Têwo/Zhagan                                               |      | 2017                           | |
| Volksrepublik China          | Traditioneller Anbau von Maulbeerbäumen im alten Flussbett des Gelben Flusses in Xiajin                                               |      | 2018                           | |
| Volksrepublik China          | Steinerne Terrassen in den Trockengebieten bei She                                                                                    |      | 2022                           | |
| Volksrepublik China          | Anbau von Tieguanyin-Tee in Anxi |      | 2022                           | |
| Volksrepublik China          | Nomadenkultur im Grasland im Ar-Horqin-Banner in der Inneren Mongolei                                                                 |      | 2022                           | |
| Volksrepublik China          | Kombination von Forstwirtschaft und Pilzanbau im Kreis Qingyuan (Provinz Zhejiang)                                                    |      | 2022                           | Ursprung des Anbaus von Shiitake-Pilzen |
| Ecuador                      | Amazonisches Chacra, ein traditionelles System der Agroforstwirtschaft indigener Gemeinschaften in der Provinz Napo                   |      | 2023                           | |
| Ecuador                      | Traditionelles Andines Chacra-Landwirtschaftssystem der Kichwa im Gebiet von Cotacachi                                                |      | 2023                           | |
| Indien                       | Traditionelle Landwirtschaft in Koraput                                                                                               |      | 2012                           | |
| Indien                       | Landwirtschaft unterhalb des Meeresspiegels in Kuttanad                                                                               |      | 2013                           | |
| Indonesien                   | Agroforstwirtschaftliches System zum Anbau von Salak in Karangasem, Bali, Indonesien                                                  |      | 2024                           | |
| Iran                         | Traditioneller Walnuss-Anbau in Twiserkan in der Provinz Hamedan                                                                      |      | 2023                           | |
| Iran                         | Traditionelle Landwirtschaft mit Bewässerung mittels Qanaten in Kaschan                                                               |      | 2014                           | |
| Iran                         | Safrananbau auf Basis von Qanaten in Gonabad                                                                                          |      | 2018                           | |
| Iran                         | Produktion von Weintrauben im Tal von Jowzan im Malayer                                                                               |      | 2018                           | |
| Iran                         | Vom Regen bewässerte, traditionelle Feigenhaine in Estahban in der Provinz Fars                                                       |      | 2023                           | |
| Iran                         | Alte traditionelle Gärten von Qazvin, Bāghestān                                                                                       |      | 2023                           | |
| Italien                      | Olivenhaine an den Hängen zwischen Assisi und Spoleto                                                                                 |      | 2018                           | |
| Italien                      | Traditionelle Weinberge in der Region Soave                                                                                           |      | 2018                           | |
| Jammu und Kashmir            | Traditioneller Anbau von Safran in Kaschmir                                                                                           |      | 2011                           | |
| Japan                        | Satoyama und Satoumi auf der Noto-Halbinsel                                                                                           |      | 2011                           | Die Halbinsel Noto besteht aus einem ein Mosaik kleinerer Sozioökologischer Systeme. Diejenigen an Land, die landwirtschaftlich genutzte Flächen, Grasland, Sekundärwälder, Teiche und Kanäle umfassen, werden als Satoyama bezeichnet, diejenigen an der Küste (felsige Uferbereiche, Wattflächen und Seetang-/Seegraswiesen) als Satoumi. |
| Japan                        | Satoyama in Harmonie mit dem Nipponibis auf der Insel Sado                                                                            |      | 2011                           | siehe oben |
| Japan                        | Traditionelle Verbindung von Grasland und Teeanbau in der Präfektur Shizuoka                                                          |      | 2013                           | jap. Chagusaba „semi-natürliches Grasland“ |
| Japan                        | Nutzung des Graslands bei Aso für nachhaltige Landwirtschaft                                                                          |      | 2013                           | |
| Japan                        | Integration von Forstwirtschaft, Ackerbau und Fischerei bei Usa auf der Kunisaki-Halbinsel                                            |      | 2013                           | u. a. Kultivierung von Shiitake-Pilzen auf dem Holz von Japanischen Kastanien-Eichen |
| Japan                        | Ayu-Fischerei im Flusssystem des Nagara                                                                                               |      | 2015                           | verschiedene Methoden, u. a. Kormoranfischerei |
| Japan                        | Anbau von Ume im Gebiet von Minabe und Tanabe                                                                                         |      | 2015                           | |
| Japan                        | Ackerbau und Forstwirtschaft in der gebirgigen Gegend zwischen Takachiho-chō und Shiiba (Präfektur Miyazaki)                          |      | 2015                           | |
| Japan                        | Wassermanagementsystem für nachhaltige Landwirtschaft auf Reisfeldern in Osaki Kôdo bei Ōsaki (Miyagi)                                |      | 2017                           | Osaki Kōdo ist die örtliche Bezeichnung für das fruchtbare Ackerland der Region. |
| Japan                        | Landwirtschaft an den Steilhängen von Nishi-Awa (Präfektur Tokushima)                                                                 |      | 2018                           | Nishi-Awa ist ein bergiges Gebiet im Westen von Tokushima. An den bis zu 40 Grad steilen Hängen werden unter anderem Buchweizen und Knollenfrüchte angebaut. Dafür wurden keine Terrassenfelder angelegt, sondern der Boden der Felder wird mit Hilfe von Kaya (dt. Gras zum Verlegen, eine Art Heu) vor dem Abrutschen geschützt. Diese 400 Jahre alte Ackerbaumethode war der erste japanische Eintrag in die IAHS-Liste.                                                                |
| Japan                        | Traditioneller Wasabi-Anbau in Shizuoka                                                                                               |      | 2018                           | |
| Japan                        | Integriertes See-Land-System am Biwa-See                                                                                              |      | 2022                           | Am Biwa-See nutzen die Fische die vom Menschen angelegten Reisfelder als geschützte Laich- und Brutgebiete. Im Gegensatz zur klassischen Fischzucht in Reisfeldern suchen die Fische des Sees die Felder hier selbstständig auf. Die Fischer haben in mehr als 1000 Jahren spezielle, an die örtlichen Gegebenheiten angepasste nachhaltige Fischereimethoden entwickelt. Dazu zählt die Verwendung von Eri genannten Stellnetzen.                                                         |
| Japan                        | Obstanbau in der Region Kyoutou (Präfektur Yamanashi)                                                                                 |      | 2022                           | |
| Japan                        | Integriertes Landwirtschaftssystem zur Harmonisierung von Mensch und Vieh im Landkreis Mikata                                         |      | 2023                           | |
| Japan                        | Agroforstwirtschaftliches System mit der Kompostierung von abgefallenem Laub im Hochland von Musashino im stadtnahen Gebiet von Tokio |      | 2023                           | |
| Kenia                        | Traditioneller Pastoralismus der Massai im Gebiet bei Oldonyonokie und Olkeri                                                         |      | 2011                           | |
| Marokko                      | Die Ksar von Figuig: Oasen- und Pastoralismus-Kultur rund um die gemeinschaftliche Bewirtschaftung von Wasser und Land                |      | 2022                           | |
| Marokko                      | Argan-basiertes Agro-Silvopastorales System im Gebiet von Ait Souab und Ait Mansour                                                   |      | 2018                           | |
| Marokko                      | Oasensystem im Atlasgebirge |      | 2011                           | |
| Mexiko                       | Chinampa-System |      | 2018                           | |
| Mexiko                       | Ich Kool: Maya-Milpa auf der Halbinsel Yucatán                                                                                        |      | 2022                           | |
| Österreich                   | Traditionelle Heumilchwirtschaft in den österreichischen Alpen                                                                        |      | 2023                           | Die Heuwirtschaft ist zentraler Bestandteil der traditionellen Milchproduktion im Alpenraum. Bedingt durch kalte und schneereiche Winter in der Alpenregion müssen die Bergbauern im Sommer Futter in Form von Heu für den Winter anbauen und konservieren. Auf Almen ernährt sich das Weidevieh im Sommer von Frischgras. Die Winterfütterung mit lokal erzeugtem Heu ist der größte Unterschied der Heumilchwirtschaft zu anderen Milchwirtschaftssystemen und ist besonders artgerecht. |
| Österreich                   | Karpfen-Teichwirtschaft im Waldviertel                                                                                                |      | 2024                           | Seit über 900 Jahren werden im Waldviertel Teiche zur Versorgung der örtlichen Bevölkerung genutzt. Heute existieren im Waldviertel 2200 Teiche mit einer Gesamtfläche von über 200ha. Die Jahresproduktion liegt bei ca. 400 Tonnen Karpfen. Die Karpfen-Teichwirtschaft im Waldviertel ist das einzige ausgezeichnete Aquakultursystem Europas. |
| Peru                         | Ackerbau in den Anden |      | 2011                           | |
| Philippinen                  | Reisterrassen in der Provinz Ifugao                                                                                                   |      | 2011                           | |
| Portugal                     | Silvopastorales System in Barroso |      | 2018                           | |
| São Tomé und Príncipe        | Kakao-Agroforstwirtschaft in São Tomé und Príncipe                                                                                    |      | 2024                           | |
| Spanien                      | Alte Olivenbäume im Gebiet Sénia |      | 2018                           | |
| Spanien                      | Produktion von Malaga-Rosinen in der Region Axarquía                                                                                  |      | 2017                           | |
| Spanien                      | Salzgewinnung in Añana |      | 2017                           | In einen unterirdischen Salz-Diapir wird Wasser eingeleitet, das am höchsten Punkt des Tales als Sole zu Tage tritt, und über ein System hölzerner Rinnen verteilt wird. In flachen Salinenbecken verdunstet das Wasser durch Sonneneinstrahlung, während das Salz zurückbleibt. |
| Spanien                      | Historisches Bewässerungssystem in L'Horta de València                                                                                |      | 2019                           | |
| Spanien                      | Agro-Silvopastorales System in der Provinz León                                                                                       |      | 2022                           | |
| Sri Lanka                    | System von kaskadierenden Wasserreservoirs und Dörfern in der Trockenzone von Sri Lanka                                               |      | 2017                           | |
| Südkorea                     | Haenyo-Fischerei auf Jejudo |      | 2023                           | |
| Südkorea                     | Fischerei auf Körbchenmuscheln mit Handnetzen (Sonteul) im Seomjin-Fluss                                                              |      | 2023                           | |
| Südkorea                     | Feldanbau von Bambus in Damyang |      | 2020                           | |
| Südkorea                     | Traditioneller Ginseng-Anbau in Geumsan                                                                                               |      | 2018                           | |
| Südkorea                     | Batdam-Feldersystem auf Jejudo |      | 2014                           | |
| Südkorea                     | Mit Hilfe von Gudeuljang bewässerte Terrassenfelder zum Reisanbau auf der Insel Daeheuksando                                          |      | 2014                           | Gudeuljangnon sind unterirdische Kanäle, die aus aufeinandergestapelten Steinen gebaut wurden und der Be- und Entwässerung dienen. |
| Südkorea                     | Traditioneller Teeanbau in Hwagae-myeon im Landkreis Hadong                                                                           |      | 2017                           | |
| Tansania                     | Traditioneller Pastoralismus der Massai im Gebiet bei dem Dorf Engaresero                                                             |      | 2011                           | |
| Tansania                     | Kihamba-Agroforstwirtschaft der Chagga bei dem Dorf Shimbwe Juu                                                                       |      | 2011                           | |
| Thailand                     | Weidehaltung von Wasserbüffeln im Feuchtgebiet Thale Noi                                                                              |      | 2022                           | |
| Tunesien                     | Oase von Gafsa |      | 2011                           | |
| Tunesien                     | Hängende Gärten von Djebba El Olia |      | 2020                           | am Mount el Gorrâa |
| Tunesien                     | Ramli-Landwirtschaftssystem in den Lagunen von Ghar el-Melh                                                                           |      | 2020                           | |
| Vereinigte Arabische Emirate | Historischer Anbau von Dattelpalmen in der Oase von al-Ain und der Liwa-Oase                                                          |      | 2015                           | |